# Ronnbergia carvalhoi
Ronnbergia carvalhoi là một loài thực vật có hoa trong họ Bromeliaceae. Loài này được Martinelli & Leme miêu tả khoa học đầu tiên năm 1987.